# Grenade aux Jeux olympiques d'été de 2024
La Grenade participe aux Jeux olympiques de 2024 à Paris. Il s'agit de sa 11e participation à des Jeux olympiques d'été.
L'athlète Lindon Victor et la nageuse Tilly Collymore sont nommés porte-drapeaux de la délégation en juillet 2024,.

## Nombre d’athlètes qualifiés par sport
Voici la liste des qualifiés et sélectionnés grenadiens par sport (remplaçants compris) :
| Sport                                 | Hommes | Femmes | Total |
| ------------------------------------- | ------ | ------ | ----- |
| Athlétisme                            | 3      | 1      | 4     |
| Sports aquatiques • Natation sportive | 1      | 1      | 2     |
| Total                                 | 4      | 2      | 6     |

## Bilan général
| Sport      | Médaille d'or, Jeux olympiques | Médaille d'argent, Jeux olympiques | Médaille de bronze, Jeux olympiques | Total | Rang pays |
| ---------- | ------------------------------ | ---------------------------------- | ----------------------------------- | ----- | --------- |
| Athlétisme | 0                              | 0                                  | 2                                   | 2     | 36e       |
| Total      | 0                              | 0                                  | 2                                   | 2     | 80        |

| Jour   | Médaille d'or, Jeux olympiques | Médaille d'argent, Jeux olympiques | Médaille de bronze, Jeux olympiques | Total |
| ------ | ------------------------------ | ---------------------------------- | ----------------------------------- | ----- |
| 3 août | 0                              | 0                                  | 1                                   | 1     |
| 8 août | 0                              | 0                                  | 1                                   | 1     |
| Total  | 0                              | 0                                  | 2                                   | 2     |

| Sexe   | Médaille d'or, Jeux olympiques | Médaille d'argent, Jeux olympiques | Médaille de bronze, Jeux olympiques | Total |
| ------ | ------------------------------ | ---------------------------------- | ----------------------------------- | ----- |
| Hommes | 0                              | 0                                  | 2                                   | 2     |
| Femmes | 0                              | 0                                  | 0                                   | 0     |
| Mixte  | -                              | -                                  | -                                   | -     |
| Total  | 0                              | 0                                  | 2                                   | 2     |

## Médaillés
| Sport       | Discipline        | Athlète(s)      | Performance | Date        |
| ----------- | ----------------- | --------------- | ----------- | ----------- |
| Athléthisme | Décathlon         | Lindon Victor   | 8711 pts    | 3 août 2024 |
| Athléthisme | Lancer de javelot | Anderson Peters | 88,54 m     | 8 août 2024 |

## Résultats

### Athlétisme

#### Hommes
| Athlètes     | Épreuve | Premier tour (ou tour préliminaire) | Premier tour (ou tour préliminaire) | Repêchage (ou premier tour) | Repêchage (ou premier tour) | Demi-finales | Demi-finales | Finale  | Finale |
| Athlètes     | Épreuve | Temps                               | Rang                                | Temps                       | Rang                        | Temps        | Rang         | Temps   | Rang   |
| ------------ | ------- | ----------------------------------- | ----------------------------------- | --------------------------- | --------------------------- | ------------ | ------------ | ------- | ------ |
| Kirani James | 400 m   | 44 s 78                             | 1er                                 | Exemptée                    | Exemptée                    | 43 s 78 SB   | 1er          | 43 s 87 | 5e     |

| Athlètes        | Épreuve           | Qualification | Qualification | Finale      | Finale |
| Athlètes        | Épreuve           | Performance   | Rang          | Performance | Rang   |
| --------------- | ----------------- | ------------- | ------------- | ----------- | ------ |
| Anderson Peters | Lancer du javelot | 88,63 m       | 2e            | 88,54 m     | 3e     |

| Athlètes      | Épreuve  | 100 m   | SL     | LP         | SH     | 400 m   | 110 m H    | LD          | SP        | LJ         | 1 500 m          | Total | Rang                                |
| ------------- | -------- | ------- | ------ | ---------- | ------ | ------- | ---------- | ----------- | --------- | ---------- | ---------------- | ----- | ----------------------------------- |
| Lindon Victor | Résultat | 10 s 56 | 7,48 m | 15,71 m SB | 2,02 m | 47 s 84 | 14 s 62 SB | 53,91 m ODB | 4,90 m SB | 68,22 m SB | 4 min 43 s 53 SB | 8 711 | Médaille de bronze, Jeux olympiques |
| Lindon Victor | Points   | 961     | 930    | 833        | 822    | 917     | 896        | 952         | 880       | 862        | 658              | 8 711 | Médaille de bronze, Jeux olympiques |

#### Femmes
| Athlètes      | Épreuve | Premier tour (ou tour préliminaire) | Premier tour (ou tour préliminaire) | Repêchage (ou premier tour) | Repêchage (ou premier tour) | Demi-finales | Demi-finales | Finale   | Finale   |
| Athlètes      | Épreuve | Temps                               | Rang                                | Temps                       | Rang                        | Temps        | Rang         | Temps    | Rang     |
| ------------- | ------- | ----------------------------------- | ----------------------------------- | --------------------------- | --------------------------- | ------------ | ------------ | -------- | -------- |
| Halle Hazzard | 100 m   | 11 s 88                             | 2e                                  | 11 s 70                     | 8e                          | Éliminée     | Éliminée     | Éliminée | Éliminée |

### Natation
| Athlète         | Épreuve   | Séries  | Séries | Demi-finales | Demi-finales | Finale  | Finale  |
| Athlète         | Épreuve   | Temps   | Rang   | Temps        | Rang         | Temps   | Rang    |
| --------------- | --------- | ------- | ------ | ------------ | ------------ | ------- | ------- |
| Zackary Gresham | 100 m dos | 58 s 92 | 44e    | Éliminé      | Éliminé      | Éliminé | Éliminé |

| Athlète         | Épreuve          | Séries  | Séries | Demi-finales | Demi-finales | Finale   | Finale   |
| Athlète         | Épreuve          | Temps   | Rang   | Temps        | Rang         | Temps    | Rang     |
| --------------- | ---------------- | ------- | ------ | ------------ | ------------ | -------- | -------- |
| Tilly Collymore | 100 m nage libre | 58 s 84 | 26e    | Éliminée     | Éliminée     | Éliminée | Éliminée |